# 빈고밋카이치역
빈고밋카이치역(일본어: 備後三日市駅)은 일본 히로시마현 쇼바라시에 위치한 서일본 여객철도 게이비 선의 철도역이다. 단선 승강장 1면 1선의 구조를 갖춘 지상역이다.

## 역 주변
- 히바 미인 주조

## 역사
- 1930년 4월 25일 : 게이비 철도에 의해 밋카이치 정류장으로서 개업.
- 1933년 6월 1일 : 게이비 철도의 국유화에 의해, 일본국유철도 쇼바라 선 소속으로 한다. 동시에 정거장으로 승격해 빈고밋카이치역으로 개칭.
- 1936년 10월 10일 : 쇼바라 선이 산신 선으로 편입되어, 이 역도 그 소속으로 한다.
- 1937년 7월 1일 : 산신 선이 게이비 선의 일부로 되어, 이 역도 그 소속으로 한다.
- 1987년 4월 1일 : 일본국유철도 분할 민영화에 의해, 서일본 여객철도가 승계.

## 인접 역
| 서일본 여객철도 게이비 선 | 서일본 여객철도 게이비 선 | 서일본 여객철도 게이비 선 |
| ------------------------- | ------------------------- | ------------------------- |
| 빈고쇼바라 니미 방면      | ■ 게이비 선               | 나나쓰카 히로시마 방면    |